# カザーレ・ディ・スコドージア
カザーレ・ディ・スコドージア（伊: Casale di Scodosia）は、イタリア共和国ヴェネト州パドヴァ県にある、人口約4,700人の基礎自治体（コムーネ）。

## 地理

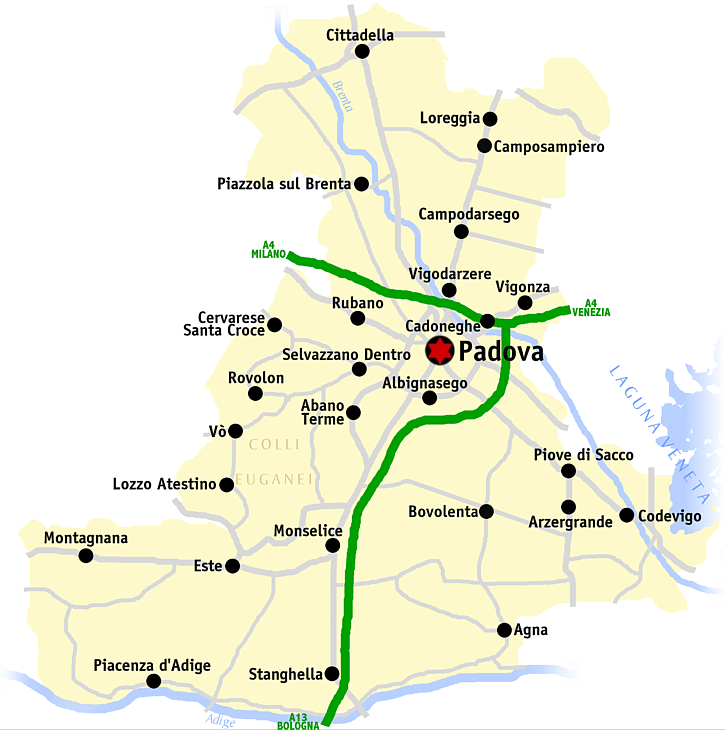
パドヴァ県概略図

### 位置・広がり
| - ボルゴ・ヴェーネト - メリアディーノ・サン・ヴィターレ - メルラーラ - モンタニャーナ - ピアチェンツァ・ダーディジェ - ウルバーナ |

### 気候分類・地震分類
カザーレ・ディ・スコドージアにおけるイタリアの気候分類 (it) および度日は、zona E, 2421 GGである。
また、イタリアの地震リスク階級 (it) では、zona 3 (sismicità bassa) に分類される。